# Кокоцько
Кокоцько (пол. Kokocko, нім. Kokotzko) — село в Польщі, у гміні Уніслав Хелмінського повіту Куявсько-Поморського воєводства.
Населення — 462 особи (2011).
У 1975-1998 роках село належало до Торунського воєводства.

## Демографія
Демографічна структура станом на 31 березня 2011 року:
|          | Загалом | Допрацездатний вік | Працездатний вік | Постпрацездатний вік |
| -------- | ------- | ------------------ | ---------------- | -------------------- |
| Чоловіки | 226     | 44                 | 161              | 21                   |
| Жінки    | 236     | 56                 | 137              | 43                   |
| Разом    | 462     | 100                | 298              | 64                   |